# Клепичата
Клепичата — упразднённая в 1994 году деревня в Подосиновском районе Кировской области. Находится на территории современного Подосиновского городского поселения.

## География
Деревня находилась в северо-западной части региона,  в пределах возвышенности Северные Увалы, в подзоне средней тайги, на реке   Крутица.

### Ближайшие населённые пункты
- д. Головкинцы (↑ 1.3 км)
- д. Замалье (↖ 1.7 км)
- д. Анахино (↗ 1.8 км)
- д. Опалево (↘ 2.1 км)
- д. Косарево (→ 3.8 км)

### Климат
Климат характеризуется как умеренно континентальный, с продолжительной холодной многоснежной зимой и умеренно тёплым коротким летом. Средняя температура воздуха самого холодного месяца (января) составляет −13,6 °C; самого тёплого месяца (июля) — 17,2 °C . Годовое количество атмосферных осадков — 734 мм, из которых 365 мм выпадает в период мая по сентябрь. Снежный покров держится в течение 172 дней.

## История
На момент упразднения входила в состав Щёткинского сельсовета.
Упразднена Постановлением Думы Кировской области от 22.11.1994 № 7/54.

## Население
Список населённых пунктов Кировской области по данным Всесоюзной переписи населения 1989 года приводит данные по деревне: прописано  и проживает 0 человек (Источник: Итоги Всесоюзной переписи населения 1989 года по Кировской области [Текст] : сб. Т. 3. Сельские населенные пункты / Госкомстат РСФСР, Киров. обл. упр. статистики. — Киров:, 1990. — 236 с. С.159).

## Транспорт
Просёлочная дорога.